# 사이클로옥테인
사이클로옥테인(cyclooctane) 또는 시클로옥탄은 C8H16의 화학식을 가져 분자에 탄소원자가 8개인 사이클로알케인이다.
단순한 무색 탄화수소이지만 일반적으로 포화 8원 고리 화합물에 대한 참조 화합물인 경우가 많다. 사이클로옥테인은 장뇌 냄새가 난다.